# Hundwilertobelbrücke (1925)
Die Hundwilertobelbrücke, auch Hundwilerbrücke oder neue Hundwilerbrücke, war eine Strassenbrücke im Kanton Appenzell Ausserrhoden, die zwischen Waldstatt und Hundwil über das Hundwilertobel führte. Sie ersetzte als Talbrücke eine Holzbrücke mit steilen Zufahrten, die im Tobel lag. Bei Eröffnung im Jahre 1925 war das unter der Leitung von Adolf Schläpfer entstandene Bauwerk die Bogenbrücke mit der grössten Stützweite in der Schweiz. Sie war Ende der 1980er-Jahre dem gestiegenen Verkehrsaufkommen nicht mehr gewachsen und wurde durch eine neue Hundwilertobelbrücke von Dialma Jakob Bänziger ersetzt und nach Fertigstellung der neuen Brücke am 23. Februar 1993 durch das Militär gesprengt.

## Geschichte

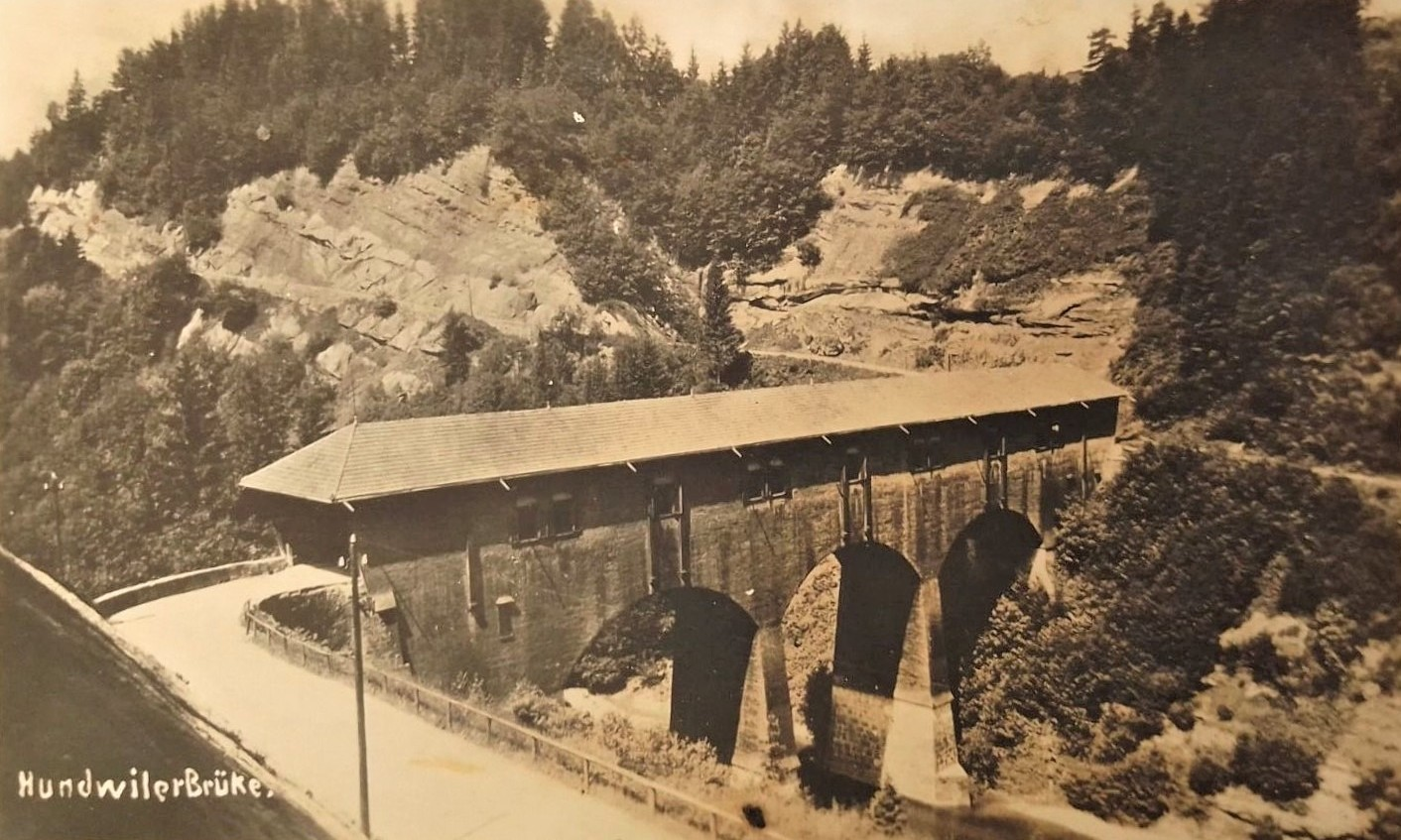
Holzbrücke aus den 1830er-Jahren, die durch die Betonbogenbrücke ersetzt wurde

Im Hundwilertobel stand bereits im 19. Jahrhundert eine von der Familie Grubenmann aus Teufen AR erbaute gedeckte Holzbrücke, welche die Strasse Hundwil–Waldstatt über die Urnäsch führte, die Teil der Mittellandstrasse Urnäsch–Rheineck war. Es zeigte sich aber mehr und mehr, dass die Holzbrücke dem aufkommenden Autoverkehr nicht mehr gewachsen war, abgesehen davon, dass die Zufahrten zur Brücke im Talgrund immer wieder durch Hangrutschungen beschädigt wurden. Die Landsgemeinde von Appenzell Ausserrhoden gab deshalb am 29. April 1923 dem Kantonsrat die Vollmacht, über den Bau einer neuen Brücke zu entscheiden, wovon dieser Gebrauch machte und am 1. Juni desselben Jahres dem Bau zustimmte. Bereits im Herbst waren die Bauarbeiten im Gang. Im November 1923 arbeiteten 116 Mann auf der Baustelle, davon 84 Notstandsarbeiter.

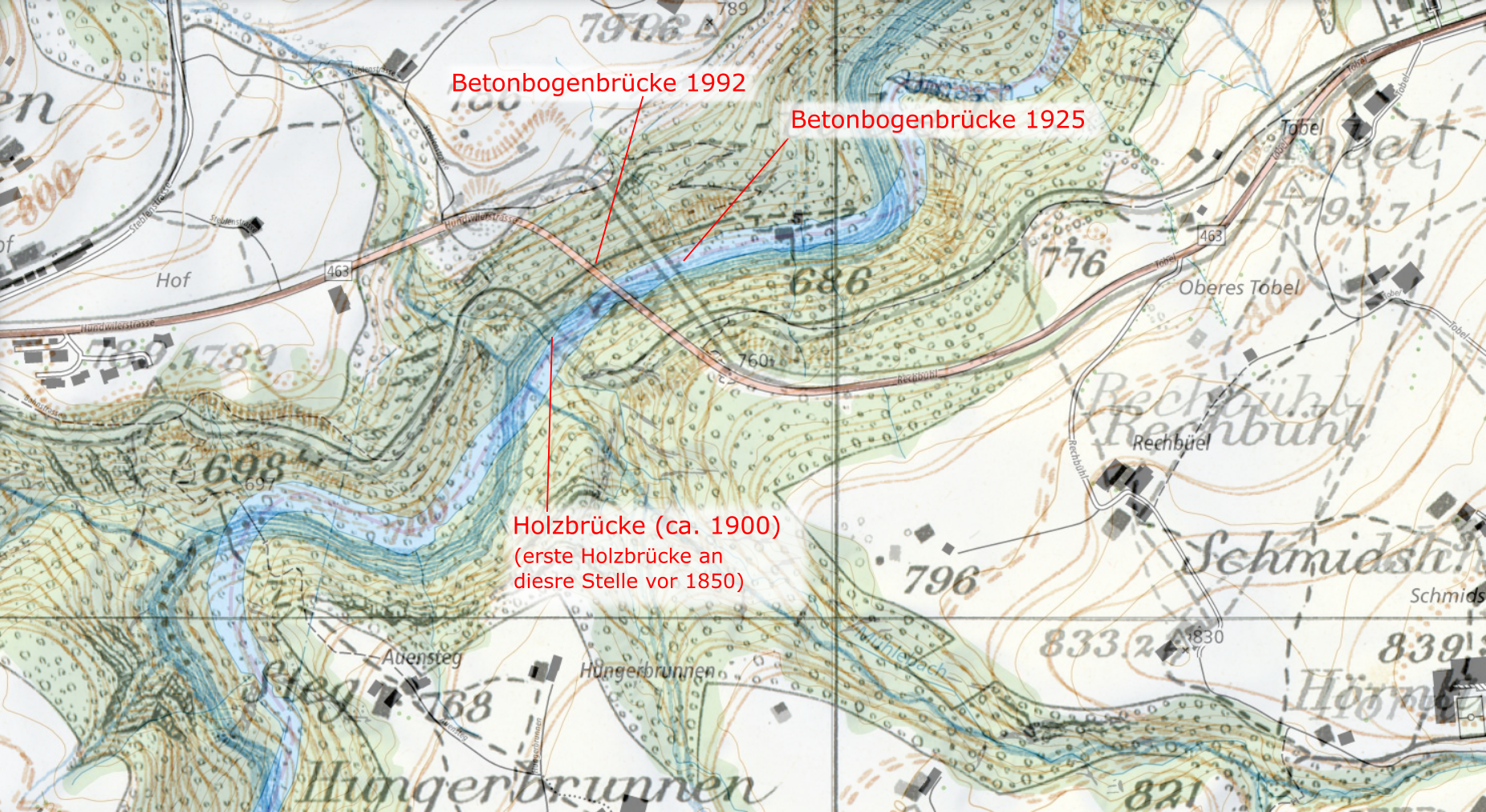
Lagekarte der verschiedenen Brücken im Hundwilertobel

Lehrgerüst der Brücke

Im Gegensatz zur bestehenden Holzbrücke, die nur etwa 30 m über der Urnäsch lag, wurde die neue Brücke als Talbrücke ausgeführt, die den Fluss auf einer Höhe von 74 m überquerte. Das Bauwerk wurde etwa 100 m unterhalb der Holzbrücke als Bogenbrücke in Stahlbeton errichtet. Mit dem Bau wurde Züblin aus Zürich beauftragt, der Erfahrung mit dem noch neuen Baumaterial hatte. Der Bau des imposanten Lehrgerüstes wurde an Zimmermeister aus der Region vergeben. Die Schalung für den Brückenbogen wurde von fünf Gerüsttürmen getragen, wobei der mittlere in der Urnäsch stand. Für die Konstruktion wurden 1000 m² Vierkantholz verwendet. Die massiven Stützbalken hatten eine Kantenlänge von 24 bis 30 cm. Sie wurden stirnseitig aufeinandergestellt und gegen seitliche Bewegungen mit Ringdübeln fixiert. Zusätzlich wurden aussen an den Stützbalken kleinere Balken mit Schrauben angebracht, welche seitliche Bewegungen zusätzlich verhinderten. Um den Beton einzubringen, wurde in der Brückenachse ein Seilkran aufgebaut, der von Adolf Bleichert & Co. aus Leipzig geliefert wurde. Die damit transportierte Betonmulde fasste 0,75 m³. Kies und Sand wurden direkt aus der Urnäsch gewonnen. Die gewaschenen Materialien wurden mit einer Rollbahn über einen Steg am Fusse des Lehrgerüstes auf die linke Flussseite befördert und von dort mit einer zweigleisigen Standseilbahn zur Kiesaufbereitungsanlage gebracht, wo auch die Betonmischanlage stand. Der verbaute Beton wurde fortlaufend mit einer hydraulischen Presse auf seine Druckfestigkeit überprüft. Nachdem der Beton in die Schalung eingebracht worden war, wurde das Lehrgerüst abgesenkt, indem man den Sand aus den Töpfen rieseln liess, in denen die Pfeiler des Lehrgerüstes standen. Danach begann der Abbruch des Lehrgerüstes. Der Eröffnung der Brücke am 30. August 1925 wohnten 30 000 Leute bei. Der Abbruch der alten Hundwilertobelbrücke wurde 1925 ausgeschrieben, wurde aber erst 1928 für 4000 Franken an den Wirt des Gasthauses Krone in Speicher vergeben und im Sommer desselben Jahres umgesetzt.
In den 1980er-Jahren war die Hundwilertobelbrücke dem gestiegenen Verkehrsaufkommen nicht mehr gewachsen. Es wäre eine aufwändige Sanierung nötig gewesen, während der Verkehr über eine Hilfsbrücke neben der bestehenden Brücke hätte geleitet werden müssen. Es zeigte sich, dass ein Neubau der Brücke kostengünstiger war. Dialma Jakob Bänziger wurde beauftragt, eine neue Stahlbetonbogenbrücke zu erstellen. Damit konnte auch die Trassenführung der Strasse auf der Waldstätterseite verbessert werden. Die Brücke mündete dort in eine enge 90-Grad-Kurve, die mit der neuen Brücke einen grösseren Radius erhielt, indem das Widerlager auf der Waldstätterseite nach Westen versetzt wurde. Weil die neue Brücke das Tobel nicht mehr rechtwinklig querte, erhielt sie gegenüber der alten Brücke eine grössere Stützweite von 143 m.

Überreste der gesprengten Brücke rechts neben der 1992 eröffneten Hundwilertobelbrücke

Nach der Eröffnung der neuen Hundwilertobelbrücke am 26. September 1992 wurde die Brücke von 1925 gesprengt. Die Sprengung benötigte 150 kg Sprengstoff, der durch Genietruppen der Schweizer Armee platziert und am 23. Februar 1993 um 14:34 gezündet wurde.

## Bauwerk
Die Brücke war als Bogenbrücke mit aufgeständerter Fahrbahn ausgeführt. Der Hauptbogen hatte eine Stützweite von 105 m, die somit etwas grösser war als diejenige des gut zehn Jahre zuvor erbauten Langwieser Viadukts der Rhätischen Bahn. Weltweit wurde die Stützweite von der Franklin Avenue Bridge über den Mississippi River in Minneapolis übertroffen, die schon damals eine Stützweite von 122 m hatte. Der grosse Bogen der Hundwilerbrücke war bei den Widerlagern 3,5 m dick und verjüngte sich zum Scheitel auf 1,3 m. Die 36 m hohen Pfeiler beidseitig des Bogens hatten am Fuss die Abmessungen 8 × 5 m, am Kopf 6,4 × 4 m. Die aufgeständerte Fahrbahnplatte wurde auf jeder Seite des Scheitels von fünf Stützen getragen, zwischen denen die Stützweite jeweils 6 m betrug. Sie war 7,8 m breit, wovon 5,8 m von der Fahrbahn genutzt wurden, die auf beiden Seiten von einem ein Meter breiten Gehsteig begrenzt wurde. Die Brücke wurde so ausgelegt, dass es auch möglich gewesen wäre, eine meterspurige Überlandstrassenbahn über die Brücke zu führen. Für die Belastung wurde angenommen, dass ein Motorwagen der Bahn 35 t wiegen würde. Die Gesamtlänge der Brücke betrug 221 m. Darin eingeschlossen sind die an die Hauptbrücke anschliessenden Vorbrücken. Diejenige auf der Waldstätterseite hatte vier, die auf der Hundweilerseite fünf Öffnungen mit einer Stützweite von jeweils 10 m.